# إيزابيل ليزاراجا
إيزابيل ليزاراجا بيزكارا هي أستاذة وباحثة وكاتبة إسبانية.

## سيرتها الذاتية
ولدت في مدينة تطيلة (بمقاطعة نبرة) وحصلت على شهادة في الفلسفة والآداب – قسم فقه اللغة (شعبة فقه اللغة الإسبانية) من جامعة سرقسطة، وأيضاً حاصلة على شهادة في الحقوق من جامعة لا ريوخا. في عام 2004 حصلت على دبلومة الدراسات العليا من قسم القانون المدني بجامعة لا ريوخا.
أستاذة للغة الإسبانية وآدابها في مرحلتي التعليم الثانوي الإلزامي والبكالوريا وتعمل حالياً في مدينة لوغرونيو. وهي باحثة متخصصة في دراسة ماريا ليخاراجا (كاتبة إسبانية مشهورة كذلك باسم ماريا مارتينيز سييرا) بالإضافة إلى كاتبات وداعمات حركة النسوية في أوائل القرن العشرين.
شاركت خوان أغيليرا في تأليف كتاب «فيديريكو جارثيا لوركا والمسرح الكلاسيكي: نسخة تعبيرية عن مسرحية السيدة البلهاء»، وهو كتاب تم نشره عن طريق جامعة لا ريوخا ويُعد نظرة نقدية لنسخة الشاعر الغرناطي (جارثيا لوركا) من مسرحية لوبي دي فيغا الأصلية (السيدة البلهاء La dama boba). ولم تعلن وزارة الثقافة عن اكتشاف تلك النسخة التي كتبها جارثيا لوركا سوى في عام 2008؛ أي بعد سبع سنوات من نشرهما لهذا الكتاب.
حازت في عام 2017 على جائزة «نساء في الفن» (Mujeres en el Arte) تكريماً لمسيرتها الأدبية.

## أعمالها المنشورة

### روايات
- مكتوبًا في روحي (Escrito está en mi alma) المحفوظة في مبنى مجلس مدينة طليطلة ونُشرت في مارس لعام 2009 (طبعة لا تُباع).
- الساذجة (Cándida) التي صدرت عام 2012 عن دار نشر بوسكاريني بمدينة لوغرونيو.
- أغنية شوقي؛ سفيرة الجمهورية، إيزابيل أويارزابال (La canción de mi añoranza. Isabel Oyarzábal, Embajadora de la República) الصادرة عن دار نشر سين إنديثى بمدينة لوغرونيو بعام 2013.
- هكذا كانت الأرض (La Tierra era esto) والتي نشرت بمدينة آرنخويث عن طريق دار نشر أطلانتس في عام 2014.
- مدرسة الحياة (La escuela de la vida) الصادرة أيضاً عن دار نشر سين إنديثى بعام 2017.
- سيئون السمعة أو المحتالون (Pájaros de cuenta) التي نشرها دار لا كابانيا ديل لوكو 2019.
- ضوء غريب؛ لغز ماريا ليخاراجا (Luz ajena. El enigma de María Lejárraga) التي صدرت في مايو لعام 2020 عن دار نشر إسبويلا دى بلاتا (دار النهضة).
- فلتأتي جوليا!؛ جوليا ألفاريز ريسانو، المرأة التي أثارت حشود نبرّة (¡Que venga "la Julia"! Julia Álvarez Resano, la navarra que enardeció multitudes) والتي صدرت أيضاً في عام 2020 عن طريق دار نشر إوناتى.

### قصص
- القلب المجنون (Corazón loco) المحفوظة في قاعة جمعية النساء في مبنى مجلس مدينة إستيا أو باللغة الباسكية مدينة ليزارا ونُشرت في الثامن والعشرين من نوفمبر لعام 2008 (طبعة لا تُباع).
- نقص في الهواء (Escorzo en el aire) وهي موجودة في قاعة الإستقبال بمبنى مجلس مدينة لوغرونيو ومؤسسة كاخا ريوخا الثقافية منذ عام 2009.
- صورة الإنسان (Imago hominis) المتواجدة في مبنى مجلس مدينة سرقسطة من 2010 (طبعة لا تُباع).
- كان ياما كان (Había una vez…) وهي جزء من كتاب «قصص لها نفس الدور Cuentos con el mismo papel» الموجود أيضاً في مبنى مجلس مدينة لوغرونيو منذ عام 2010.
- رحلة العودة من المغامرة (Venturoso viaje de vuelta) المنشورة في الصفحتين الرابعة والخامسة من صحيفة مدينة لوغرونيو الرسمية «دي بوينا فوينتى De Buena Fuente» الصادرة في الخامس عشر من يوليو لعام 2011.
- الحروف والأصوات (Las letras y las voces) المنشورة في الصفحة السبعين في الجزء الثاني من كتاب «نظرات وحروف نحو اللغة القشتالية Miradas y letras en el Camino de la Lengua castellana» المحفوظ في مؤسسة ثقافية تحمل نفس الاسم بمدينة لوغرونيو.
- زهرة الأزمان (La rosa de los tiempos) المنشورة في الصفحات من 509 وحتى 516 من كتاب «مختارات الخيال العلمي 2099 Antología de Ciencia Ficción 2099» للكاتبين ميغيل أنخيل دى روس وفيليكس دياز غونزاليز الصادر عن دار نشر إريفيرينتس بمدريد عام 2012.
- النصف والنصف يساوي نصف (Mitad y mitad, igual a medio) وهي موجودة في الصفحات من 17 وحتى 21 من كتاب «عندما تريد النظر إلى السحب Cuando quieras mirar a las nubes» الصادر عن دار نشر لا بيريزا بمدينة ميامي (الولايات المتحدة الأمريكية).
- العامل القديم (El viejo factor) في مجلة توريا الثقافية الصادرة عن معهد الدراسات الطرويلية بمدينة طرويل في إسبانيا، العددين 113 و114 لشهري مارس ومايو من عام 2015 والقصة موجودة تحديداً في الصفحتين 72 و79.

## الجوائز التي حازت عليها
1. جائزة الأميرة غاليانا؛ المركز الثاني في المسابقة السادسة للنثر النسائي في مدينة طليطلة عام 2007 عن كتابها «السجل الذي لم أرسله أبدًا La crónica que nunca envié».
2. المركز الأول في مسابقة ماريا دى مايزتو الأدبية في دورتها الثانية عشر بمدينة إستيا عام 2008 عن قصتها «القلب المجنون Corazón loco».
3. جائزة الأميرة غاليانا؛ المركز الثاني في المسابقة السابعة للنثر النسائي في مدينة طليطلة عام 2008 عن روايتها «مكتوبًا في روحي Escrito está en mi alma».
4. المركز الثاني في الدورة الثانية والعشرين لمسابقة دي بوينا فوينتى للقصص القصيرة بمدينة لوغرونيو عام 2009 عن قصتها «نقص في الهواء Escorzo en el aire».
5. جائزة دلتا الأدبية للكتابة الروائية للنساء؛ حصلت على المركز الأول في الدورة الخامسة عام 2009 عن روايتها «الساذجة Cándida».
6. المركز الأول في الدورة الثانية لمسابقة أدب الطفولة والشباب القومية فئة القصص القصيرة، بمدينة لوغرونيو عام 2009، عن قصة «كان ياما كان Había una vez…».
7. المركز الأول في الدورة الرابعة عشر لمسابقة القصص القصيرة المقامة عام 2010 في يوم الثامن من مارس الموافق لليوم العالمي للمرأة تحت رعاية وإشراف مجلس مدينة سرقسطة عن قصتها «صورة الإنسان Imago hominis».
8. المركز الأول في الدورة الثالثة لمسابقة أدب الطفولة والشباب القومية فئة القصص القصيرة، بمدينة لوغرونيو عام 2010، عن قصة «أريل أم أريل؟ ¿Ariel o Ariel?».
9. المركز الأول في الدورة الثانية لمسابقة طريق اللغة القشتالية للقصص القصيرة عام 2010 عن قصتها «الحروف والأصوات Las letras y las voces».
10. المركز الأول في الدورة الرابعة والعشرين لمسابقة دي بوينا فوينتى للقصص القصيرة بمدينة لوغرونيو عام 2011 عن قصتها «رحلة العودة من المغامرة Venturoso viaje de vuelta».
11. جائزة لا بيريزا العالمية لقصص الأطفال عام 2013 عن قصة «النصف والنصف يساوي نصف Mitad y mitad, igual a medio».
12. جائزة «نساء في الفن» (Mujeres en el Arte) عام 2017.
13. جائزة نالدا وإسلايانا للأدب المصور في دورتها الأولى عن روايتها «مدرسة الحياة La escuela de la vida».
في مارس الجاري (مارس عام 2022) أختار المتخصص «خيرمان جولون Germán Gullón» روايتها «ضوء غريب؛ لغز ماريا ليخاراجا» كواحدة من أفضل عشرين رواية كتبتها امرأة خلال القرنين العشرين والواحد والعشرين.

## أعمالها الأكاديمية

### كتب
- «فيديريكو جارثيا لوركا والمسرح الكلاسيكي؛ نسخة تعبيرية عن مسرحية السيدة البلهاء»، والذي نشرته جامعة لا ريوخا بمدينة لوغرونيو عام 2001 (شارك في تأليفه خوان أغيليرا ساسترى).
- «التربوية ماريا ليخاراجا؛ قصص قصيرة ونصوص أخرى»، معهد الدراسات الريوخانية بمقاطعة لا ريوخا وقد تم نشره عام 2004.
- «حق التصحيح» الصادر عن دار نشر أرانزادي بمدينة بمبلونة عام 2005.
- طبعة ثانية مصححة من كتاب «فيديريكو جارثيا لوركا والمسرح الكلاسيكي؛ نسخة تعبيرية عن مسرحية السيدة البلهاء» بالتعاون مع خوان أغيليرا نُشرت عام 2009.
- «ماريا مارتينيز سييرا؛ كيف يبدو الرجال بالنسبة للنساء» تحرير ومقدمة وملاحظات خوان أغيليرا ساسترى وإيزابيل ليزاراجا بيزكارا، صدر عن معهد الدراسات الريوخانية بمدينة لوغرونيو عام 2009.
- «ماريا ماتينيز سييرا؛ مسرحية الحياة الحقيرة وغيرها من أشكال التسلية. مسرح المنفى 1939-1974» تحرير ومقدمة وملاحظات خوان أغيليرا ساسترى وإيزابيل ليزاراجا بيزكارا، الصادر عن دار النهضة بمدينة أشبيلية عام 2009.
- «من مدريد إلى جنيف؛ تيار النسوية الإسباني ومؤتمر التحالف الدولي لحق المرأة في الإقتراع الثامن» والذي شارك في تأليفه أيضاً خوان أغيليرا ونشره دار إكاريا بمدينة برشلونة عام 2010.
- «ماريا دى لا أو ليخاراجا؛ رحلات قطرة مياه» تحرير ومقدمة وملاحظات خوان أغيليرا ساسترى وإيزابيل ليزاراجا بيزكارا عن دار نشر إسبويلا دى بلاتا بمدينة أشبيلية عام 2018.
- «كلارا كامبوامور؛ ماهية النسوية. مقالات صحفية 1920-1921» تحرير إيزابيل ليزاراجا بيزكارا وخوان أغيليرا ساسترى، صادر عن دار النهضة بمدينة أشبيلية عام 2019.
- «كلارا كامبوامور؛ من المنتدى إلى البرلمان. مقالات صحفية 1925-1934» تحرير إيزابيل ليزاراجا بيزكارا وخوان أغيليرا ساسترى، صادر عن دار النهضة بمدينة أشبيلية عام 2021.

### مقالات
- «الثلاث نسخ الأولى من (حب دون بيرليمبلين لبليسا في حديقته) لفيديريكو جارثيا. لمحة تاريخية عن ثلاث تجارب مسرحية» بالتعاون مع خوان ساسترى، وقد نُشر المقال في العدد الثاني عشر من مجلة (نشرة مؤسسة فيديريكو جارثيا لوركا Boletín de la Fundación Federico García Lorca) والتي يتواجد مقرها في مدريد.
- «المقالات الأولى للا باركا -فيثينتي بلاسكو إيبانييث-؛ مقابلة منسية مع لوركا» المنشور في العدد السادس عشر من نفس المجلة وشارك في تأليفه خوان أغيليرا ساسترى.
- «الحرية 1931، ماريا مارتينيز سييرا (المرأة الإسبانية ضد القانون المدني)» جزء من كتاب «ماريا مارتينيز سييرا والجمهورية: الأمل والإلتزام» الصادر عن معهد الدراسات الريوخانية بمدينة لوغرونيو عام 2002. نُشر المقال في الصفحات من 35 وحتى 81 من الطبعة التي صدرت بعد انتهاء مؤتمر عن ماريا ليخاراجا أُقيم في الفترة بين 23 أكتوبر و8 نوفمبر 2001 بمبنى أتينيو ريوخانو.
- «كولومبينا في مدينة لوغرونيو 1912؛ ملاحظات حول تاريخ حركة النسوية في لا ريوخا» -كولومبينا هو الاسم المستعار للكاتبة الإسبانية كارمن دى بورجوس- وقدر نُشر هذا المقال في الصفحات 41 حتى 54 من العدد 147 لمجلة بيرثيو الصادرة عن معهد الدراسات الريوخانية عام 2004.
- «ماريا ليخاراجا المدافعة عن حقوق المرأة في التصويت ومؤتمر التحالف الدولي لحق المرأة في الإقتراع الثامن المُقام عام 1920» المُلحق بالصفحات 31 حتى 77 من كتاب «ماريا مارتينيز سييرا؛ النسوية والموسيقى»، لكاتبه خوان أغيليرا ساسترى، الصادر عن معهد الدراسات الريوخانية بمدينة لوغرونيو عام 2008.
- «الرقابة الاجتماعية وتعليم الشابات الباكستانيات بمدينة لوغرونيو» المرفق بالصفحات من 759 إلى 768 من كتاب «البحث ونوع الجنس؛ الإنجازات والتحديات» للمؤتمر الوطني الثالث للجامعات المُقام بجامعة أشبيلية يومي السادس عشر والسابع عشر من يونيو لعام 2011.
- «إيزابيل أويارزابال سميث؛ سيرتها الذاتية وذكرياتها» المنشور في الصفحات 39 حتى 63 من العدد الخامس والثلاثين لمجلة بروكار الصادرة عن جامعة لا ريوخا بمدينة لوغرونيو عام 2011.
- «تعليم الشابات الباكستانيات بلا ريوخا من وجهة نظرهن» مُرفق بالصفحات من 133 إلى 189 بكتاب «النساء اللواتي ينظرن إلى النساء؛ المجتمع الباكستاني» الصادر عن جامعة لا ريوخا بمدينة لوغرونيو عام 2012 بالتعاون مع الكاتبتين ماريا أنخيليس جويكويتشا جأونا وإيراتيكس سوبرفيولا أوفيخاس.
- «لون الحنين؛ ماريا ليخاراجا ومدينة بوينوس آيرس» مُرفق بالصفحات من 255 حتى 264 من كتاب «المنفى الأدبي لعام 1939؛ بعد مرور سبعين عامًا» لمؤلفيه ماريا تيريسا جونزاليز دى جاراي وخوسيه دياز كويستا الصادر عن جامعة لا ريوخا بمدينة لوغورنيو عام 2013.

## قائمة المراجع
1. ↑  Torres, Rosana (20 Feb 2008). "Cultura 'descubre' 17 años tarde un original de Lorca". El País (بالإسبانية). ISSN:1134-6582. Archived from the original on 2016-08-03. Retrieved 2022-02-21.
2. ↑  nuevecuatrouno (27 Feb 2017). "Un festival para hacer visible el trabajo de la mujer en el teatro y la literatura". nuevecuatrouno.com (بالإسبانية). Archived from the original on 2020-10-26. Retrieved 2022-02-21.
3. ↑  "https://isabellizarraga.files.wordpress.com/2013/07/escrito-estc3a1-en-mi-alma.pdf". Isabel Lizarraga. مؤرشف من الأصل في 2018-11-27. {{استشهاد ويب}}: روابط خارجية في |عنوان= (مساعدة)
4. ↑  "Cándida | Editorial Buscarini". editorialbuscarini.com. مؤرشف من الأصل في 2021-06-13. اطلع عليه بتاريخ 2022-02-21.
5. ↑  "https://isabellizarraga.files.wordpress.com/2013/07/la_cancion_de_mi_anoranza_isabel_oyarzabal.pdf". Isabel Lizarraga. مؤرشف من الأصل في 2018-11-27. {{استشهاد ويب}}: روابط خارجية في |عنوان= (مساعدة)
6. ↑  "https://isabellizarraga.files.wordpress.com/2017/01/tierra.pdf". Isabel Lizarraga. مؤرشف من الأصل في 2018-11-27. {{استشهاد ويب}}: روابط خارجية في |عنوان= (مساعدة)
7. ↑  "Luz ajena. El enigma de María Lejárraga". Editorial Renacimiento (بالإسبانية الأوروبية). Archived from the original on 2021-04-16. Retrieved 2022-02-21.
8. ↑  "https://www.eunateediciones.com/libro/que-venga-la-julia_118032/". مؤرشف من الأصل في 2022-02-19. {{استشهاد ويب}}: روابط خارجية في |عنوان= (مساعدة)
9. ↑  "https://isabellizarraga.files.wordpress.com/2013/07/habc3ada-una-vez.pdf". Isabel Lizarraga. مؤرشف من الأصل في 2018-11-27. {{استشهاد ويب}}: روابط خارجية في |عنوان= (مساعدة)
10. ↑  "https://isabellizarraga.files.wordpress.com/2013/07/ariel-o-ariel.pdf". Isabel Lizarraga. مؤرشف من الأصل في 2018-11-27. {{استشهاد ويب}}: روابط خارجية في |عنوان= (مساعدة)
11. ↑  "Así se eligieron las 25 mejores novelas escritas por mujeres, siglos XX-XXI". El Español (بالإسبانية). 7 Mar 2022. Archived from the original on 2022-03-12. Retrieved 2022-03-12.
12. ↑  "La forja de una feminista". Editorial Renacimiento (بالإسبانية الأوروبية). Archived from the original on 2021-04-17. Retrieved 2022-02-21.
13. ↑  "Del Foro al Parlamento". Editorial Renacimiento (بالإسبانية الأوروبية). Archived from the original on 2021-04-13. Retrieved 2022-02-21.
14. ↑  "Cuando el voto femenino era pecado mortal". La Rioja (بالإسبانية). 15 Feb 2021. Archived from the original on 2021-03-30. Retrieved 2022-02-21.
15. ↑  Vizcarra، Isabel Lizarraga (2002). "Libertad (1931), de María Martínez Sierra: la mujer española frente al Código Civil". María Martínez Sierra y la República: ilusión y compromiso : II Jornadas sobre María Lejárraga, Logroño 23-25 de octubre y 6-8 de diciembre 2001, 2002, ISBN 84-95747-19-7, págs. 35-81. Instituto de Estudios Riojanos: 35–81. ISBN:978-84-95747-19-8. مؤرشف من الأصل في 2021-01-18.
16. ↑  Vizcarra، Isabel Lizarraga (2004). ""Colombine" en Logroño, 1912 (Apuntes para una historia del feminismo riojano)". Berceo ع. 147: 41–54. ISSN:0210-8550. مؤرشف من الأصل في 2014-12-20.
17. ↑  Vizcarra، Isabel Lizarraga (2011). "Isabel Oyarzábal Smith: autobiografía y memoria". Brocar: Cuadernos de investigación histórica ع. 35: 39–64. ISSN:1885-8309. مؤرشف من الأصل في 2019-02-23.
18. ↑  Vizcarra، Isabel Lizarraga (2013). "El color de la nostalgia (María Lejárraga y Buenos Aires)". El exilio literario de 1939, 70 años después: actas, 2013, ISBN 978-84-695-9285-4, págs. 255-264. Universidad de La Rioja: 255–264. ISBN:978-84-695-9285-4. مؤرشف من الأصل في 2015-01-28.